# 獒樹駅
獒樹駅（オスえき）は、大韓民国全北特別自治道任実郡獒樹面にある韓国鉄道公社全羅線の駅である。全羅線を経由するすべてのムグンファ号が停車する（KTXおよびITX-セマウルは通過）。
旧駅舎は映画「光復節特赦」の撮影現場となったこともある。2004年に現在の駅舎に移転し、旧駅舎は撤去されることになっていたが、任実郡側の要請で旧駅舎は保存され、登録文化財に登録されることとなっている。旧駅舎は現在全自動防犯施設となっている。
現駅舎から2kmはなれた場所（旧駅舎の裏）には、獒樹の犬を記念する公園がある。

## 歴史
- 1931年10月1日 - 任実郡屯南面獒樹里396-1（現三渓面56）で営業開始。
- 1951年11月9日 - 朝鮮戦争により休止。
- 1958年5月23日 - 営業再開に向け工事開始。
- 1958年7月22日 - 営業再開。
- 2004年4月1日 - セマウル号の停車を開始。
- 2004年7月15日 - セマウル号が通過。代わりにムグンファ号が停車。
- 2004年8月5日 - 全羅線移設のため移転。
- 2006年11月15日 - 貨物の取扱を中止。

## 駅構造
ホームは2面4線の島式となっている。

### ホーム
| ↑ 任実        |
| 4 3 \| 2 1 \| |
| 南原 ↓        |

| 1 | 全羅線 | 南原 · 求礼口 · 順天 · 麗水エキスポ 方面       |
| 2 | 全羅線 | 南原 · 求礼口 · 順天 · 麗水エキスポ 方面       |
| 3 | 全羅線 | 龍山 · 永登浦 · 安養 · 水原 · 平沢 · 天安 方面 |
| 4 | 全羅線 | 龍山 · 永登浦 · 安養 · 水原 · 平沢 · 天安 方面 |

## 隣の駅
韓国鉄道公社
全羅線
任実駅 - (鳳泉駅) - 獒樹駅 - (書道駅) - (山城駅) - 南原駅